# Dubai International Motor Show

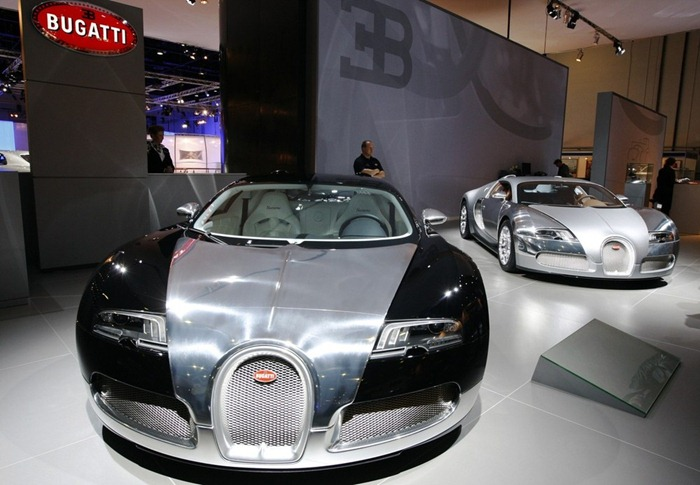
Dubai International Motor Show 2009

Die Dubai International Motor Show ist eine seit 1989 alle zwei Jahre im November im Dubai World Trade Center in Dubai, Vereinigte Arabische Emirate, stattfindende Automobil-Ausstellung. Sie ist die größte Messe ihrer Art im Mittleren Osten und Nordafrika.
Im Jahr 2017 wurden von annähernd 100 Ausstellern in 15 Ausstellungshallen über 600 Autos europäischer, asiatischer und nordamerikanischer Hersteller präsentiert und über 100.000 Besucher erwartet. Von den vertretenen etwa 150 Fahrzeug- und Zubehörherstellern wurden 18 Weltpremieren angekündigt.
Obwohl auch normale Mittelklasse-Modelle ausgestellt werden, liegt der Schwerpunkt der Messe auf luxuriösen Oberklasselimousinen, schweren SUVs und PS-starken Nobelkarossen. Darüber hinaus werden auch Sonderschutzfahrzeuge ausgestellt.